# 天卫五
天衛五，也稱為米蘭達，是天王星五顆球形衛星中最小和最內側的衛星。它是傑拉德·古柏在1948年2月16日在美國德州的麥克唐納天文台發現的，並以莎士比亞的歌劇《暴風雪》中主角普洛斯彼羅的女兒米蘭達 (莎士比亚作品人物)命名。像天王星的其它大衛星一樣，米蘭達的軌道靠近其行星的赤道面。由於天王星是側躺的繞著太陽運行，因此米蘭達的軌道幾乎垂直於黃道，並且與天王星一樣有著相同的極端氣候週期。
到目前為止，只有航海家2號在1986年1月飛越過米蘭達南半球時，拍攝過它朝向太陽那一面的近距離特寫照。尽管只有這一部分曾被研究過，米蘭達仍顯示出天王星的系統中最活躍的地質特征。

## 物理性質

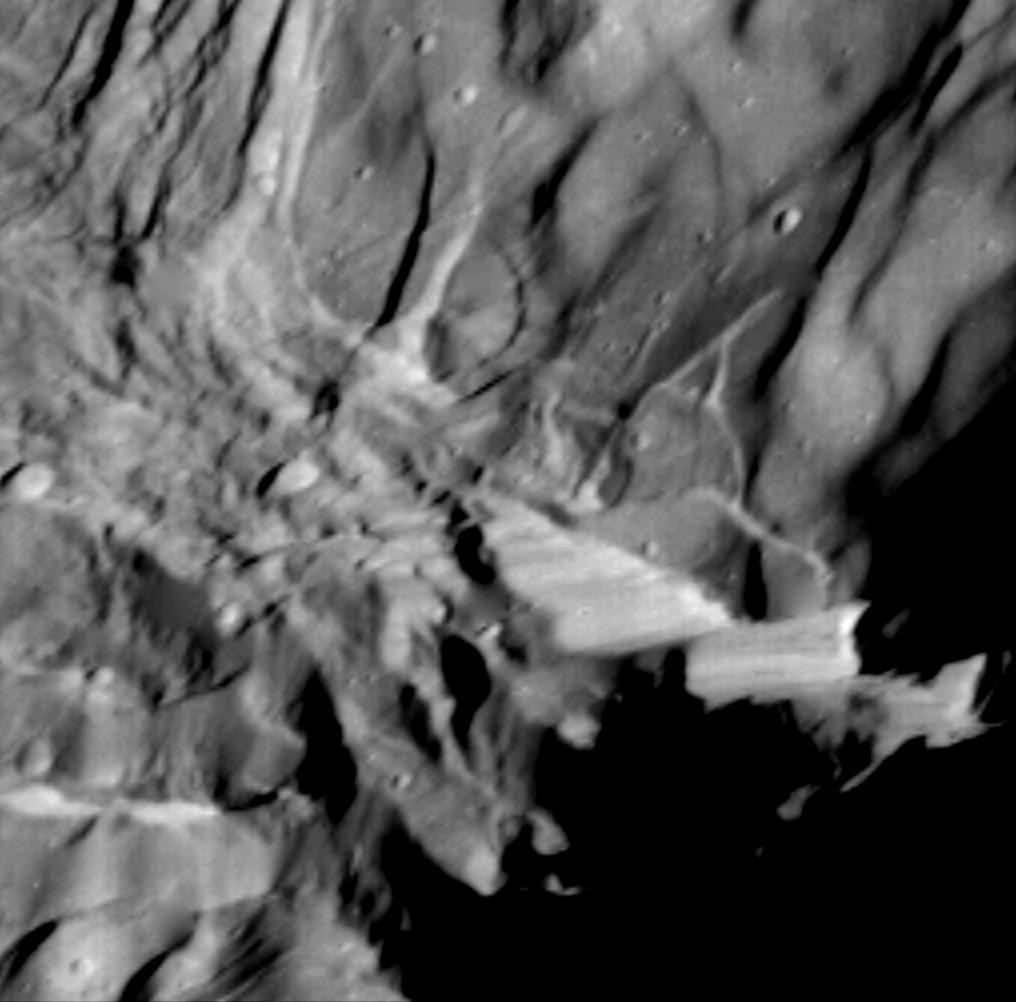
維羅納斷崖 (Verona Rupes)的特寫鏡頭，這是米蘭達上20公里高的斷層懸崖，也是太陽系中最高的峭壁。

米蘭達的表面也許主要是碎冰、低密度矽酸鹽和有機化合物組成的岩石。米蘭達表面殘破有如補丁的地形，表明在這顆衛星上曾有強烈的地質活動進行過，才會有巨大的峽谷交叉往來於表面。
被稱為冕狀物（coronae）的巨大溝槽結構，可能是被溫暖的冰刺穿或湧出造成的 。這種作用可能改變了衛星內部的密度分佈，也可能造成米蘭達自身的重組。 相似的情況相信也曾在土星的衛星恩塞拉都斯發生過。這種活動的能源被認為是來自天王星的潮汐力，可能在過去曾和其他天王星的衛星有軌道共振的關係。
米蘭達過去的地質活動相信在軌道離心率比目前大時，曾經歷過潮汐加熱。在他早期的歷史，米蘭達曾經和烏伯瑞爾有3:1的軌道共振，之後才從那種狀態脫離。共振會使軌道離心率增加，隨著時間的變化，由天王星產生的潮汐力引起潮汐摩擦，導致衛星內部被加熱。在天王星的系統中，由於行星的扁率和相對於衛星的尺度不是很大，衛星要從共振的軌道中脫離比在木星或土星的系統中容易。對一顆靠近行星的衛星而言，米蘭達的軌道傾斜（4.34°）是很大的，因此米蘭達能從與烏伯瑞爾的次要的共振中逃逸而出，而這個逃脫的機制相信可以解釋為何他的軌道傾斜超過天王星其他大衛星的10倍以上（參見天王星的衛星）。
早期的理論，在航海家2號飛掠之後的短時間但現在已經被屏棄了，認為米蘭達的前身曾被巨大的撞擊擊碎掉，然後碎片再重新聚集呈現在這種奇怪的模樣。

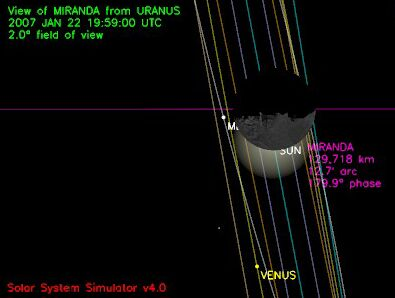
在接近2007年12月7日的分點，米蘭達越過天王星的中心造成一次短暫的日食

科學家在米蘭達上發現了下列的地質特徵：
- 撞擊坑
- 冕狀物（大的卵圓形形狀）
- 區域（地質學的領域）
- 斷崖（懸崖）
- 溝槽

## 瑣事
- Astronomy Domine：搖滾歌手平克·佛洛伊德創作的一首歌曲，裡面提到天衛三、天衛四和米蘭達（天衛五）。

## 外部連結
- Miranda Profile at NASA's Solar System Exploration site
- Miranda page （页面存档备份，存于） at The Nine Planets
- Miranda, a Moon of Uranus （页面存档备份，存于） at Views of the Solar System
- Paul Schenk's 3D images and flyover videos of Miranda and other outer solar system satellites （页面存档备份，存于）
- Miranda Nomenclature （页面存档备份，存于） from the USGS Planetary Nomenclature web site （页面存档备份，存于）